# Agathe Ngo Nack
Agathe Ngo Nack, född 2 mars 1958, är en friidrottare från Kamerun. Hon deltog vid olympiska sommarspelen 1984.